# پاول وویتسکی
پاول وویتسکی (انگلیسی: Paweł Woicki؛ زادهٔ ۲۹ ژوئن ۱۹۸۳) بازیکن والیبال اهل لهستان، عضو تیم ملی والیبال لهستان و باشگاه ترانسفر بیدگوشچ است. 